# USS John C. Stennis (CVN-74)

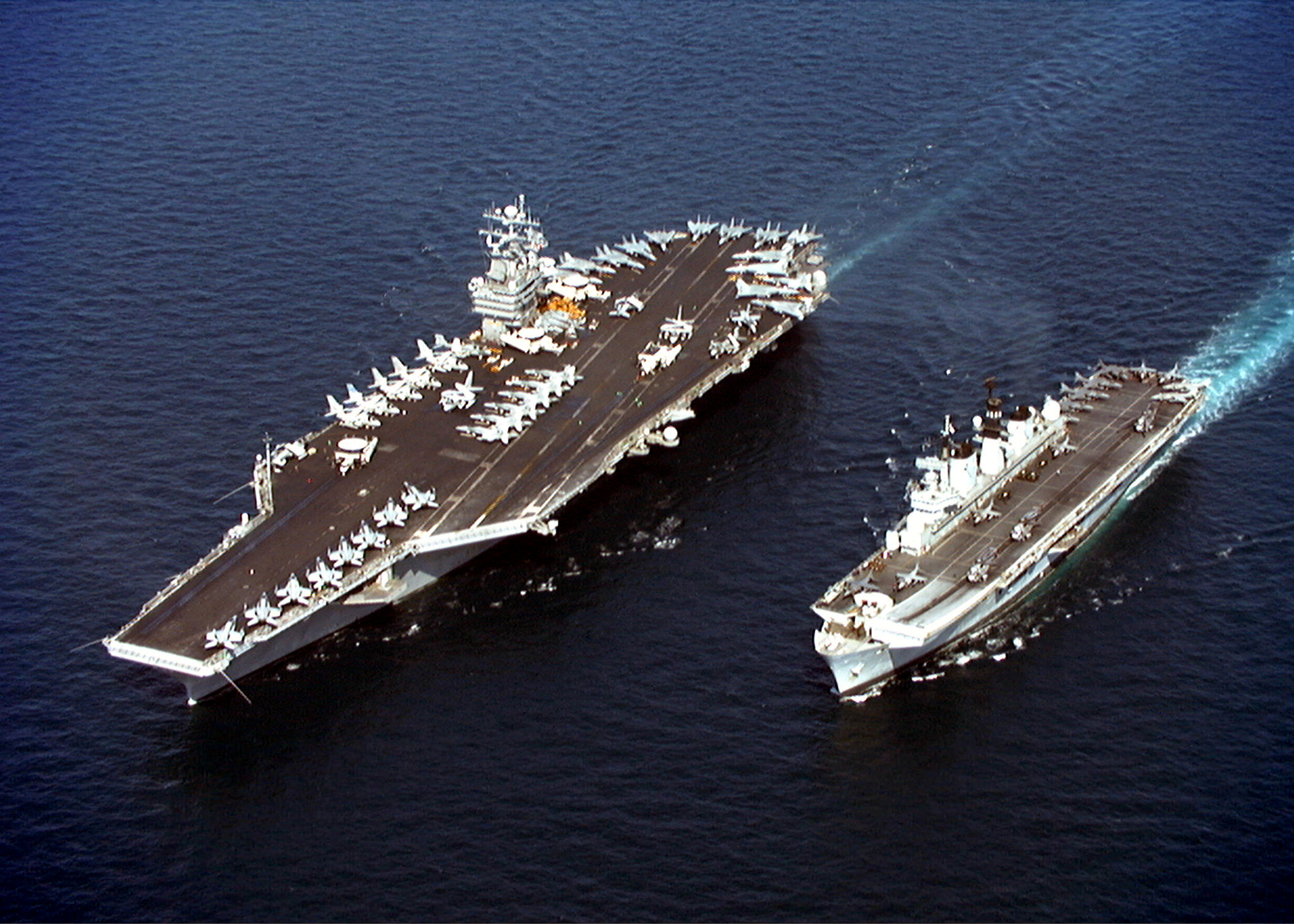
De USS John C. Stennis (links) en de Britse HMS Illustrious in de Perzische Golf in 1998.

De USS John C. Stennis (Pennantnummer: CVN-74) is het zevende supervliegdekschip uit de Amerikaanse Nimitz-klasse. Het schip werd vernoemd naar senator John Stennis (1901-1995). Het werd gebouwd van 1991 tot 1993 en in dat laatste jaar gedoopt door Margaret Stennis Womble, de dochter van John Stennis.
In 1995 kwam het vliegdekschip in dienst van de United States Navy. Het werd eerst gestationeerd in San Diego (Californië) en later in Bremerton in de staat Washington.

## Geschiedenis

### Jaren 1990
De eerste missie van de USS John C. Stennis begon op 11 maart 1998 en bracht het schip naar de Perzische Golf. Daar nam het deel aan Operatie Southern Watch die de no-flyzone boven Zuid-Irak handhaafde. Op 19 juli voer het schip door naar de Indische Oceaan. Na een stop in Australië en Hawaï arriveerde het op 26 augustus in de eerste thuishaven, San Diego.
Op 30 november 1999 liep de Stennis na een manoeuvre vast in ondiep water nabij de thuishaven. De inlaten van het koelingssysteem van de kernreactoren raakten verstopt met silt waardoor de kernreactoren stilgelegd moesten worden. Het schip werd naar de kade gesleept en hersteld, wat zo'n 2 miljoen USD kostte.

### Jaren 2000
Op 7 januari 2000 vertrok de John C. Stennis voor een nieuwe deelname aan Operatie Southern Watch naar de Perzische Golf. Na verschillende tussenstops in Azië en het Midden-Oosten keerde het schip hierna terug naar San Diego.
Op 12 november 2001 vertrok de Stennis weer op missie naar de Perzische Golf, deze keer ter ondersteuning van de oorlog in Afghanistan. Op 28 mei 2002 vertrok het schip terug huiswaarts.
Na oefenmissies in 2004 kreeg de USS John C. Stennis op 8 januari 2005 een nieuwe thuishaven: Bremerton in de staat Washington.
Op 19 januari ging het vliegdekschip een droogdok in voor onderhoud en verbeteringen.
In 2006 volgden een nieuwe proefvaart en oefeningen.
Op 20 januari 2007 vertrok de Stennis opnieuw naar de Perzische Golf waar het op 19 februari aankwam. Daar vervoegde het de USS Dwight D. Eisenhower (CVN-69) in de 5de vloot.
Op 7 mei 2021 zette de USS John C. Stennis koers naar de scheepswerf van Newport News voor haar midlife Refuel and Complex Overhaul (RCOH). De revisie zal naar verwachting in 2026 voltooid zijn.

## Cijfers
| Inrichting                   |                          |
| - Bemanning:                 | 5000                     |
| - Kajuiten:                  | 2700                     |
| - Aantal telefoons:          | 2000                     |
| Technisch                    |                          |
| - Aantal ankers:             | 2 (van de USS Forrestal) |
| - Gewicht anker:             | 30 ton /anker            |
| - Aantal schroeven:          | 4                        |
| - Bladen per schroef:        | 5                        |
| - Massa schroef:             | 30 ton /schroef          |
| - Elektrisch vermogen:       | 10,2 megawatt            |
| - Waterzuiveringscapaciteit: | 1.500.000 liter /dag     |
| - Hoeveelheid staal:         | 55.000 ton               |
| - Hoeveelheid kabel:         | 1500 km                  |
| - Aantal lampen:             | >30.000                  |
| Vlieginrichting              |                          |
| - Aantal katapulten:         | 4                        |
| - Aantal vliegtuigliften:    | 4                        |
| - Vliegtuigbrandstof:        | 11.000.000 liter         |